# الرحمات
الرحمات هي إحدى قرى ولاية قبلي وتتبع إداريا معتمدية قبلي الجنوبية. وهي تقع على الطريق التي تربط بين مدينتي قبلي ودوز.
- يشتغل أهلها خاصة بفلاحة التمور، ويشاركهم في ملكية واحتها البعض من سكان مدينة قبلي.